# Černá Voda
Černá Voda (něm. Schwarzwasser, pol. Czarna Woda) je slezská obec v Olomouckém kraji, okrese Jeseník. Má 544 obyvatel. Poblíž obce se nachází zřícenina hradu Kaltenštejna ze 13. století.

## Poloha
Obec Černá Voda sousedí na východě a severu s obcí Stará Červená Voda, na severozápadě s obcemi Velká Kraš a Kobylá nad Vidnavkou, na západě s městem Žulová a na jihu s obcí Vápenná. Od okresního města Jeseník je vzdálena 10 km a od krajského města Olomouc 80 km.
Geomorfologicky patří Černá Voda k provincii Česká vysočina, subprovincii krkonošsko-jesenické (sudetské), na rozhraní oblasti jesenické (východosudetské) (geomorfologický celek Rychlebské hory, podcelek Sokolský hřbet) a oblasti Krkonošsko-jesenické (Sudetské) podhůří (geomorfologický celek Žulovská pahorkatina). Nejvyšším bodem je Zelená hora (475 m n. m.) na jihu obce, následuje Hradisko (437 m n. m.) s hradem Kaltenštejnem.
Území Černé Vody patří do povodí Odry, resp. Kladské Nisy. Hlavním tokem je zhruba severovýchodním směrem tekoucí Černý potok, po němž obec získala jméno. Ten zde přijímá několik menších vodotečí z pravé, jižní strany, mj. Mariánský potok protékající Starým Podhradím. Na sever od obce jsou též rybníky Dolní a Horní tovaryš, pod Kaltenštejnem je nádrž Podhradí a několik menších zatopených lomů.
Území obce pokrývá ze 52 % zemědělská půda (31,5 % orná půda, téměř 17 % louky a pastviny) a z 35 % les.

## Historie
První písemná zmínka o obci pochází z roku 1284, kdy se připomíná jako "Nigra aqua" s 8 lány a fojtstvím u hradu Kaltenštejna patřícího vratislavskému biskupovi. Název Černé Vody - podobně jako u blízké Červené Vody a Bílé Vody - odkazuje na barvu toku nebo spíše na barvu jeho dna. Ves sleduje ostatně tok Černého potoka.
V 14. a 15. století patřila Černá Voda zřejmě ke "zboží" hradu Kaltenštejna, který sice patřil biskupovi, ale byl často zastavován. Není však většinou výslovně zmiňována. Patrně v souvislosti s častými válečnými událostmi souvisejícími s hradem Černá Voda v 15. století na čas zpustla, ale v letech 1579-1581 byla obnovena. Byla pak z větší části až do konce patrimoniální správy roku 1850 v přímém držení vratislavských biskupů, spravována nejprve z Vidnavy, pak jakou součást na panství Frýdberk (nyní Žulová) a menší část též v rámci panství Jánský Vrch.
Současně s obnovením vsi bylo zřízeno lenní (rytířské) fojtství, které bylo samostatným statkem. Prvním fojtem byl Martin Göppert, od jeho potomků je získal Christoph Gebhard, ale významu nabylo zejména poté, co je v roce 1617 získal Johann Mikusch (též Mükusch). Jeho rod, povýšený do šlechtického stavu s přídomkem "von Buchberg", držel fojtství až do konce 18. století, postavil v Černé Vodě zámek a i jinak přispěl k jejímu rozvoji. Ernst Urban Mikusch von Buchberg prodal své statky v Černé Vodě a Dolní Červené Vodě roku 1773 hraběti Conradu von Sternberg-Rudelsdorf (biskupské léno na statek přijal až roku 1798). Od roku 1802 mělo černovodské fojtství nešlechtické vlastníky - inženýra Johanna Tschirsche, Johanna Staffina, Johanna Hohlbauma, Johanna Nepomuka Oehla, generálovou Parysovou, Friedolina Thrulla, Augusta Hoppeho, Wilhelma Hoppeho, Gustava Linnartze a další, až se roku 1911 majitelem fojtského velkostatku stal Ferdinand svobodný pánov von Skal, majitel blízké Kobylé..
Roku 1785 byla v obci zřízena římskokatolická lokálie, povýšená roku 1843 na faru, a současně byla zbudována i škola. Do vybudování kostela (r. 1788) byly bohoslužby konány v zámecké kapli. V roce 1832 pomřelo 70 lidí v obci na choleru.
Od 70. let 19. století se v Černé Vodě (jako v celé Žulovské pahorkatině) rychle rozvíjela těžba kamene, totiž žuly a mramoru, a kamenický průmysl. Firmy Glogau (H. Kulka & Co., zal. 1876) a G. Franke & Brüder (zal. 1908) patřily k největším podnikům kamenického průmyslu na Jesenicku, avšak přibývaly další a v 20. letech působilo v obci 13 podniků zaměstnávajících až 2000 pracovníků. Ze Žulové sem byla roku 1914 postavena železniční vlečka, první světová válka však zabránila jejímu prodloužení a vybudování skutečné železniční trati. Průmyslové povaze obce odpovídala i politická orientace většiny obyvatelstva na strany sociálně demokratickou a komunistickou. Hospodářská krize v 30. letech 20. století pak přinesla rychlý úpadek, jehož důsledkem byl mimo jiné příklon obyvatelstva Sudetoněmecké straně. Po roce 1945 zanikla většina menších závodů; udržel se jen lom a dopravní středisko.
Po odsunu Němců byla Černá Voda dosídlena zejména z Horní Bečvy, Drahan a slovenského Liptova. Obnovení zemědělské výroby i kamenictví však naráželo na problémy a poté, co vzniklo Jednotné zemědělské družstvo, řada obyvatel obec opět opustila. Pozemky bývalého fojtského velkostatku zůstaly ve správě státu, a když bylo JZD nakonec roku 1964 zrušeno, byly všechny zemědělské pozemky přičleněny ke státnímu statku Žulová. Lesy převzal Lesní závod Javorník.
Černá Voda je členem Mikroregionu Žulovsko, svazku obcí vzniklého v roce 2003. Obec je také od roku 1993 členem Sdružení měst a obcí Jesenicka (SMOJ), které tvoří obce okresu Jeseník, a od roku 1997 Euroregionu Praděd.
Černá Voda je samostatnou obcí od počátku obecního zřízení roku 1850, a od té doby k ní rovněž přináleží osada Šropengrunt/Rokliny s vlastním katastrem. Kromě toho jižně od vlastní vesnice vznikly pod zříceninami hradu Kaltenštejna dvě osady:
- na jižním svahu osada Staré Podhradí (do roku 1948[9] Starý Kaltštejn, něm. Alt-Kaltenstein, Altkaltenstein, Alt Kaltenstein), založená na biskupské půdě před rokem 1781; část osady se nachází na katastru Vápenné
- na severním svahu Nové Podhradí (do roku 1948[9] Nový Kaltštejn, něm. Neu-Kaltenstein, Neukaltenstein, Neu Kaltenstein), založená na lukách patřících k fojtství Johannem Tschirschem roku 1802.

### Správní vývoj
Správní příslušnost Černé Vody od roku 1848
- 1848 vévodství slezské, kraj opavský, Nisské knížectví, (část) panství Frýdberk, (část) panství Jánský Vrch, (část) lenní fojtství Černá Voda
- od 1. ledna 1850 do roku 1855 vévodství slezské, politický okres Frývaldov, soudní okres Vidnava
- od roku 1855 do roku 1868 vévodství slezské, smíšený okres Vidnava
- od roku 1868 do 30. listopadu 1928 vévodství slezské / země slezská, politický okres Frývaldov, soudní okres Vidnava
- od 1. prosince 1928 do 31. ledna 1949 země moravskoslezská, politický okres Frývaldov (od 1947 Jeseník), soudní okres Vidnava
  - kromě: od 1. října 1938 do května 1945 "sudetoněmecká území", od 15. dubna 1939 jako říšská župa Sudety / Reichsgau Sudetenland; (od 1. května 1939) vládní obvod Opava / Regierungsbezirk Troppau; (od 20. listopadu 1938) Landkreis Freiwaldau, Amtsgericht Weidenau
  - od 31. května 1945 Slezská expozitura země Moravskoslezské
- od 1. ledna 1949 do 30. června 1960 Olomoucký kraj, okres Jeseník
- od 1. července 1960 do 31. prosince 1995 Severomoravský kraj, okres Šumperk
- od 1. ledna 1996 do 31. prosince 1999 Severomoravský kraj, okres Jeseník
- od 1. ledna 2000 Olomoucký kraj, okres Jeseník

### Vývoj počtu obyvatel
Počet obyvatel Černé Vody podle sčítání nebo jiných úředních záznamů:
Celá obec Černá Voda (včetně Roklin)
| Rok            | 1836 | 1869 | 1880 | 1890 | 1900 | 1910 | 1921 | 1930 | 1939 | 1947 | 1950 | 1961 | 1970 | 1980 | 1991 | 2001 |
| -------------- | ---- | ---- | ---- | ---- | ---- | ---- | ---- | ---- | ---- | ---- | ---- | ---- | ---- | ---- | ---- | ---- |
| Počet obyvatel | 2139 | 1953 | 2089 | 2049 | 2159 | 2147 | 1979 | 2182 | 2285 | 894  | 1030 | 946  | 877  | 781  | 645  | 665  |

1. ↑  z toho: 10 Čechoslováků, 2152 Němců; 2166 řím. kat., 6 evang.
2. ↑  z toho: 600 Čechů, Moravanů a Slezanů, 44 Slováků, 5 Němců; 223 řím. kat., 2 čsl. hus., 3 evang., 384 bez vyzn.

V obci Černá Voda je evidováno 281 adres : 260 čísel popisných (trvalé objekty) a 21 číslo evidenční (dočasné či rekreační objekty). Při sčítání lidu roku 2001 zde bylo napočteno 239 domů, z toho 198 trvale obydlených.
Osada Černá Voda
| Rok            | 1836 | 1900 | 1930 | 2001 |
| -------------- | ---- | ---- | ---- | ---- |
| Počet obyvatel | 1248 | 1355 | 1516 | 567  |

Osada Staré Podhradí
| Rok            | 1836 | 1900 | 1930 | 2001 |
| -------------- | ---- | ---- | ---- | ---- |
| Počet obyvatel | 279  | 285  | 228  | 22   |

Osada Nové Podhradí
| Rok            | 1836 | 1900 | 1930 | 2001 |
| -------------- | ---- | ---- | ---- | ---- |
| Počet obyvatel | 389  | 316  | 234  | 57   |

### Církevní správa
Z hlediska římskokatolické církevní správy spadá obec do farnosti Černá Voda, pouze osada Rokliny spadá do farnosti Stará Červená Voda. Obě farnosti patří do děkanátu Jeseník diecéze ostravsko-opavské a jsou dlouhodobě administrovány excurrendo: farnost Černá Voda z Vidnavy a farnost Stará Červená Voda ze Supíkovic.
Evangeličtí věřící patří k farnímu sboru Javorník u Jeseníku. Věřící Československé církve husitské patří k náboženské obci v Jeseníku.

## Členění obce
Černá Voda se nečlení na části, má ale dvě katastrální území:
- Černá Voda (851,76 ha)
- Rokliny (144,53 ha)

Základní sídelní jednotky: Černá Voda, Nové Podhradí, Rokliny a Staré Podhradí.

## Doprava
Obcí prochází silnice II. třídy číslo 456 z Velkých Kunětic a Staré Červené Vody na Žulovou. Několik silnice III. třídy má jen místní význam (např. silnice na Staré a Nové Podhradí).

## Zajímavosti

### Kulturní památky
- zřícenina hradu Kaltenštejna (kulturní památka)
- římskokatolický farní kostel Jména P. Marie - klasicistní kostel z roku 1787, postavený zednickým mistrem Rösslerem. Výmalba stěn zřejmě z roku 1899 od Aloise Baucha z Vidnavy, oltářní obraz od Rudolfa Tamplera (kulturní památka)[15][16]
- hřbitov okolo kostela s ochrannou zdí a sochami sv. Jana Evangelisty a Bolestné P. Marie
- pozdně renesanční zámeček s obytnými budovami, kaplí, věží, stájemi a spojovacími zdmi, vybudován po roce 1618, ve 2. polovině 20. století utilitárně upraven (kulturní památka)[15]

### Přírodní památky
- přírodní památka "Píšťala" - žulové (granodioritové) skály se skalními mísami na kopci Píšťala v sousedství Kaltenštejna[17]
- les Bažantnice s hojným výskytem bludných balvanů
- skalní městečko na Smolném vrchu (404 m n. m.)
- množství opuštěných lomů, mj. zatopený lom "Rampa" využívaný k rekreaci
- zerav obrovský pod Kaltenštejnem - památný strom[18][19]
- kostel je chráněnou, evropsky významnou lokalitou vrápence malého, kulturní dům zase netopýra brvitého

Na území Černé Vody zasahuje:
- Evropsky významná lokalita Rychlebské hory - Sokolský hřbet

## Školství
V obci se nachází mateřská škola a základní škola nižšího stupně (1.- 5. ročník) a dále dětský domov.

## Fotogalerie

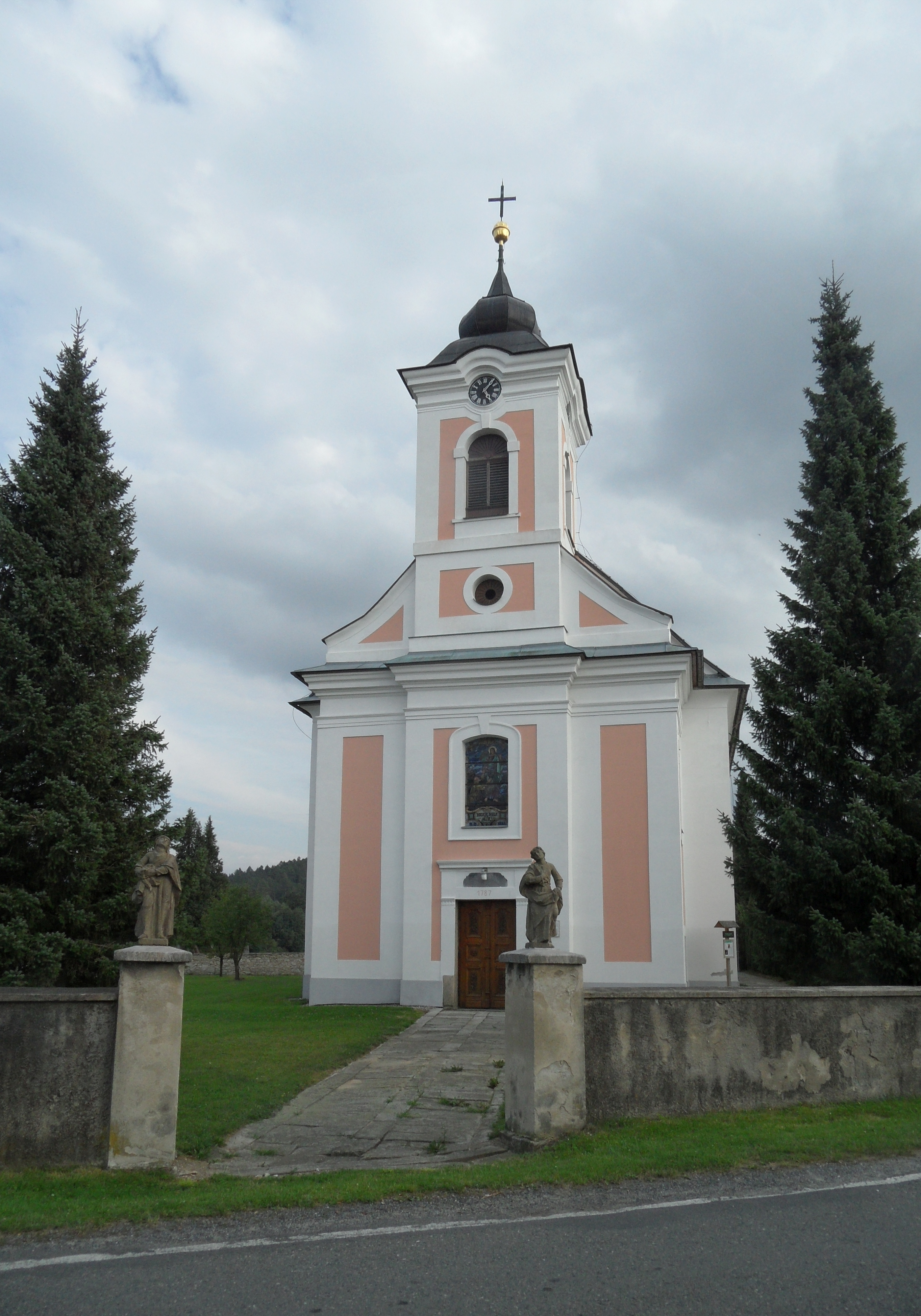
kostel Panny Marie
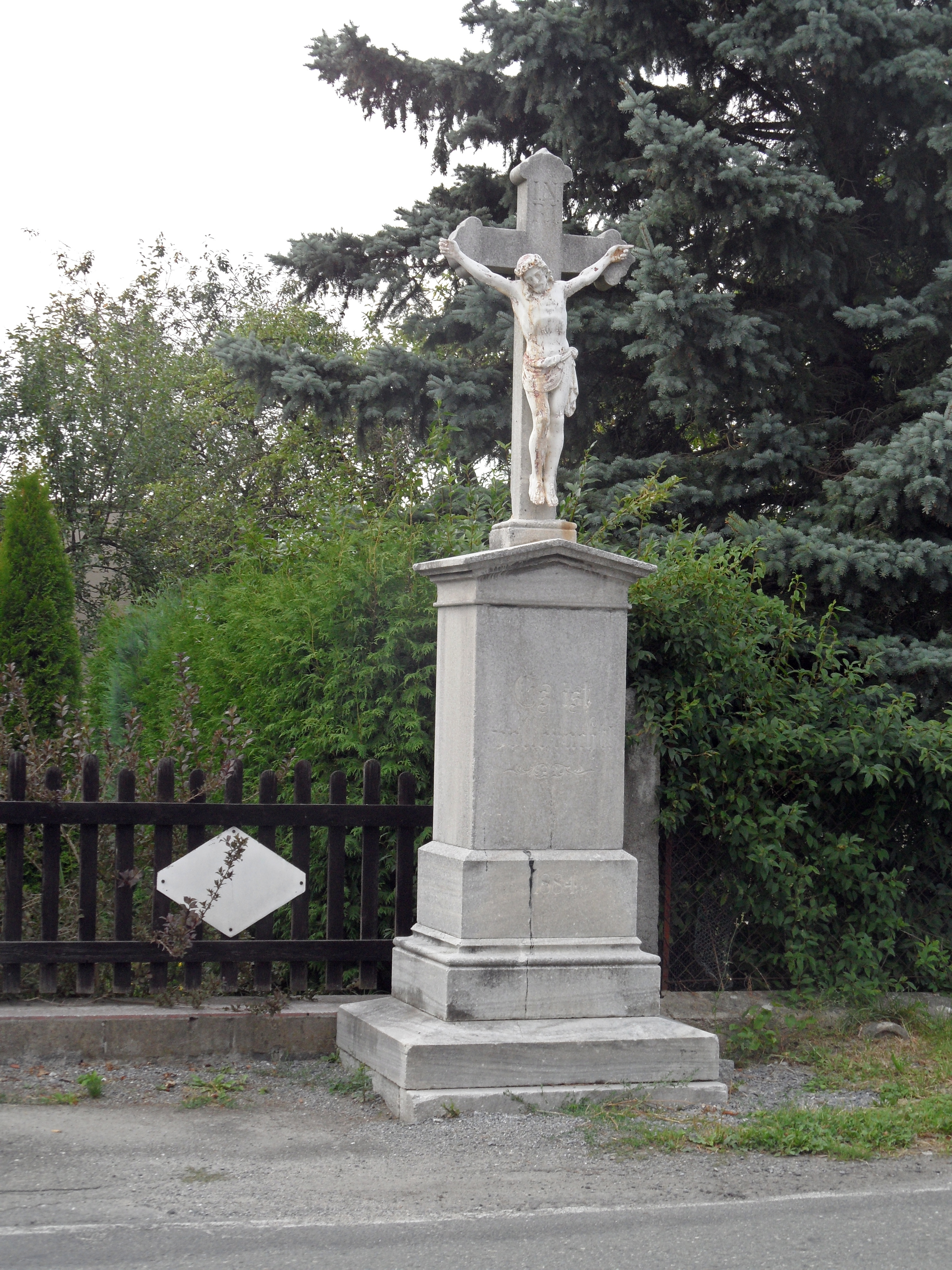
Křížek
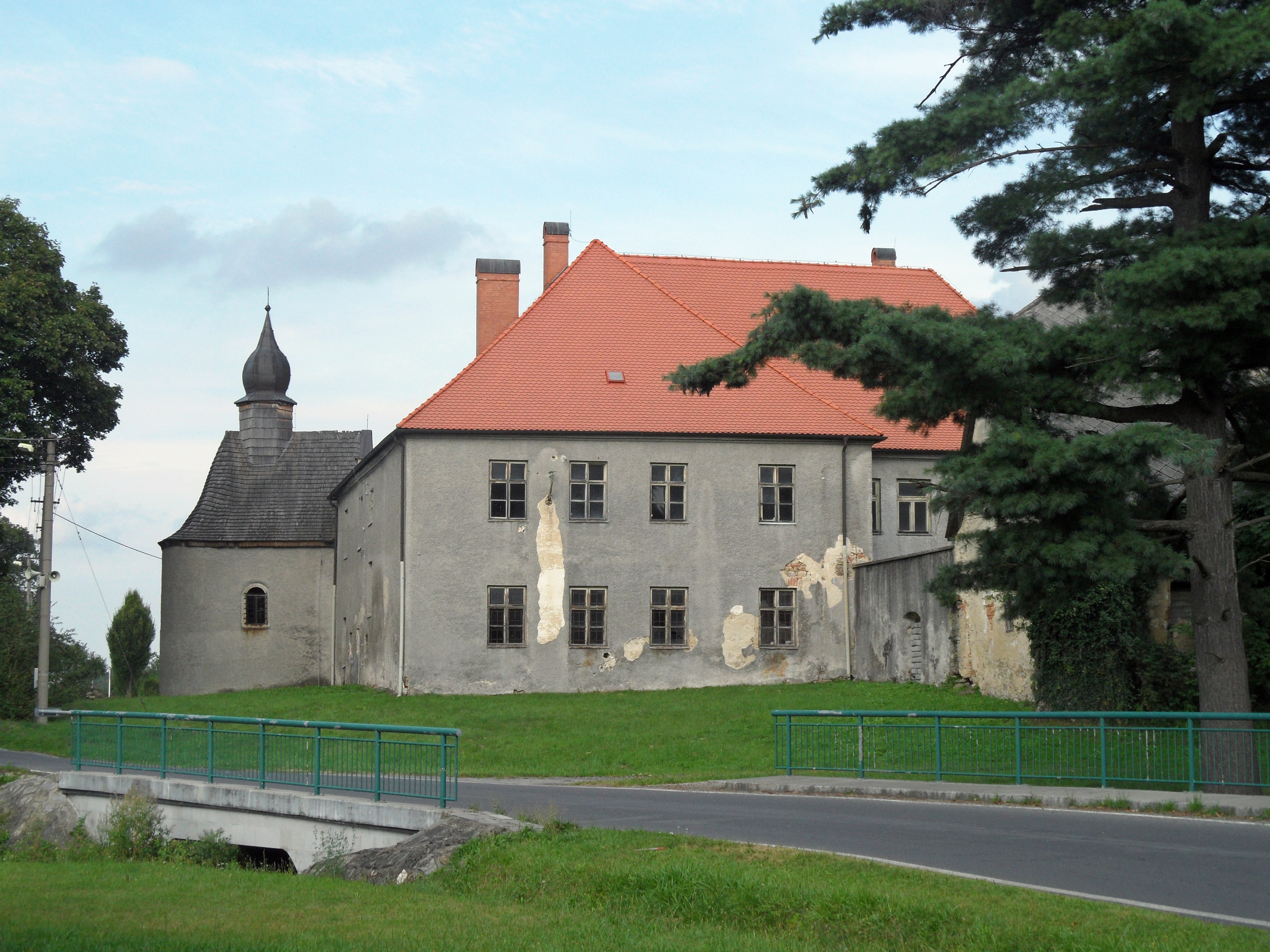
Zámeček (Dvorec čp. 67)
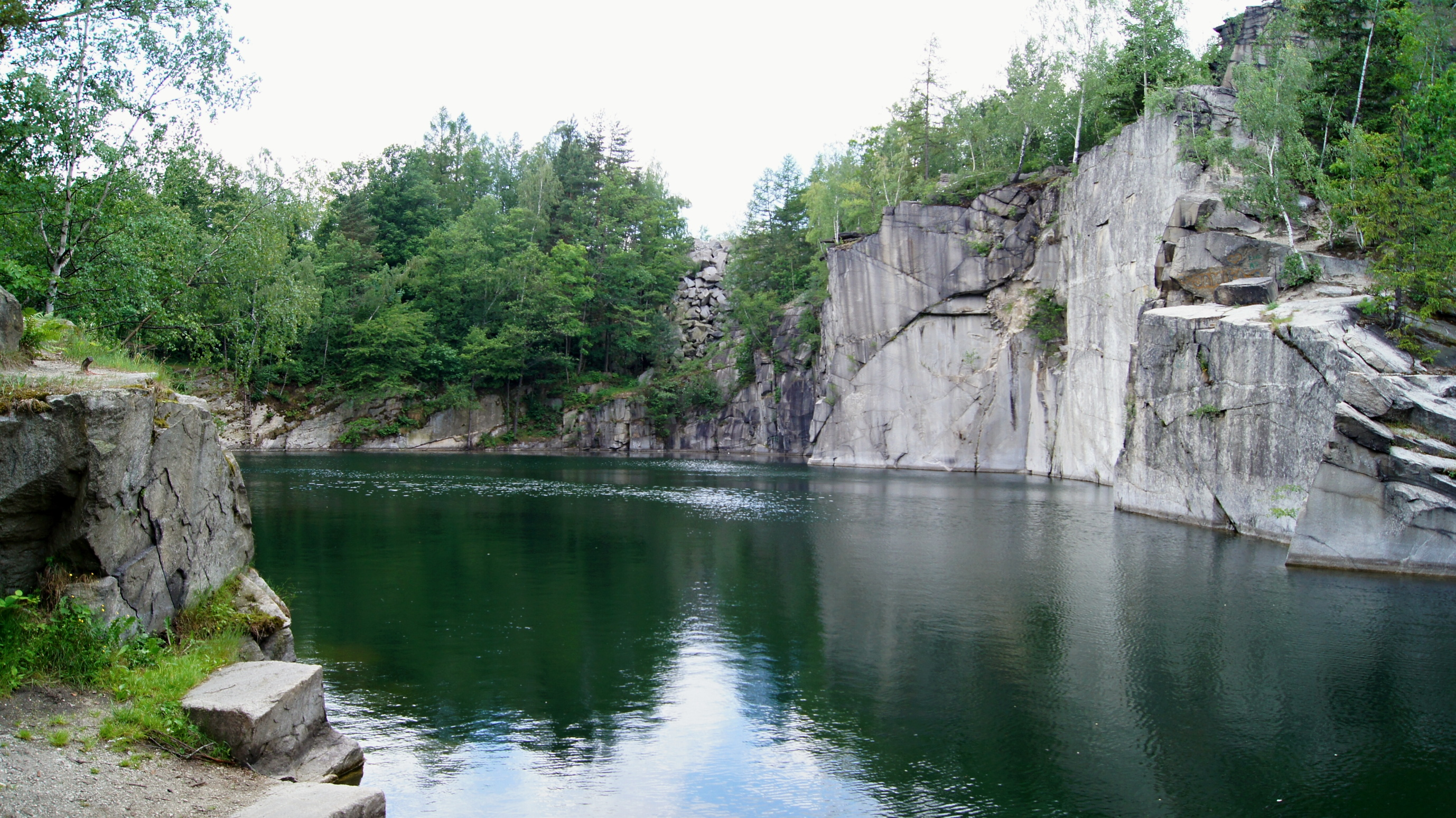
jezírko (lom Rampa)